# Caenoschmidtia
Caenoschmidtia is een geslacht van rechtvleugeligen uit de familie Euschmidtiidae. De wetenschappelijke naam van dit geslacht is voor het eerst geldig gepubliceerd in 1973 door Descamps.

## Soorten
Het geslacht Caenoschmidtia omvat de volgende soorten:
- Caenoschmidtia suahelica Rehn & Rehn, 1945
- Caenoschmidtia vittata Descamps, 1973